# 栢丹娜影子內閣
栢丹娜影子內閣（英語：Shadow Cabinet of Kemi Badenoch）是指由保守黨黨魁栢丹娜所領導的英国影子內閣，成立於2024年11月2日。
2024年7月4日所舉行的英國大選，工黨擊敗執政14年的保守黨，而辛偉誠亦與翌日承認敗選並辭去首相及黨魁兩職。及後，栢丹娜於11月2日的黨魁競選中當選為新任黨魁，並成為反對黨領袖。

## 背景
2024年大選中保守黨慘敗，取得自1906年大選以來最差選舉紀錄，並隔了14年後重新成為官方反對黨。在面對黨內派系分裂及改革黨鎅票壓力，同屬右派的栢丹娜及鄭偉祺進入了黨員投票階段；而栢丹娜最終勝出，成為保守黨乃至英國主流政黨的首位非裔黨魁。

## 爭議

### 緊縮移民計畫
2025年2月，栢丹娜提出收緊英國移民政策，建議入籍時間由現時「5+1」（5年移民申請「永居權」加1年申請英國護照的時間要求）延長為「10+5」（10年移民申請「永居權」加5年申請英國護照的時間要求），並要求申請國籍的人士必須證明其薪俸及繳稅貢獻必須超過他們對國家的財政負擔。此舉被視為應對日益增長的改革黨，藉此爭取回右派選民的信任及支持，挽回保守黨的民望。
不過，此舉對透過英國國民（海外）簽證計畫的移英港人引起極大震撼，擔心被延長取得英國國籍的時間。保守黨在回應黨員查詢時澄清，有關修例倡議並不涉及BN(O)簽證，強調BN(O)簽證計劃情況獨特。

## 影子內閣名單
| 職務                                              | 影子大臣 | 任期                                              |                   |
| ------------------------------------------------- | -------- | ------------------------------------------------- | ----------------- |
| 影子內閣大臣                                      |          |                                                   |                   |
| 反對黨領袖                                        |          | 栢丹娜 議員閣下 選區：西北艾塞克斯                | 2024年11月2日至今 |
| 影子財政大臣                                      |          | 施榮達 議員閣下 選區：中德雲                      | 2024年11月4日至今 |
| 影子外交聯邦及發展事務大臣                        |          | 彭黛玲女爵士 議員閣下 選區：威特姆                | 2024年11月4日至今 |
| 影子內政大臣                                      |          | 范翹思 議員閣下 選區：南歌來頓                    | 2024年11月5日至今 |
| 影子蘭開斯特公爵領地事務大臣 影子北愛爾蘭事務大臣 |          | 亚历克斯·伯格哈特 議員 選區：布倫特伍德和翁加     | 2024年11月5日至今 |
| 影子國防大臣                                      |          | 詹姆士·卡特利吉 議員 選區：南薩福克               | 2024年11月5日至今 |
| 影子大法官 影子司法大臣                           |          | 鄭偉祺 議員閣下 選區：紐瓦克                      | 2024年11月4日至今 |
| 影子教育大臣                                      |          | 卓諾華 議員閣下，MBE 選區：塞文奧克斯             | 2024年11月4日至今 |
| 影子衛生及社會關懷大臣                            |          | 愛德華·阿格 議員閣下 選區：梅爾頓與賽斯頓         | 2024年11月5日至今 |
| 影子房屋社區及地方政府大臣                        |          | 凱文·霍林拉克 議員 選區：瑟斯頓和莫爾頓           | 2024年11月5日至今 |
| 影子環境食物及鄉郊事務大臣                        |          | 维多利亚·阿特金斯 議員閣下 選區：勞斯和合恩塞     | 2024年11月5日至今 |
| 影子商業及貿易大臣                                |          | 安德鲁·格里菲斯 議員 選區：阿倫德爾和南部丘陵     | 2024年11月5日至今 |
| 影子能源安全及淨零大臣                            |          | 郭嘉兒 議員閣下 選區：東薩里                      | 2024年11月5日至今 |
| 影子就業及退休保障大臣                            |          | 海倫·懷特利 議員 選區：法弗舍姆和中肯特           | 2024年11月5日至今 |
| 影子運輸大臣                                      |          | 加雷斯·培根 議員 選區：奧平頓                     | 2024年11月5日至今 |
| 影子文化傳媒及體育大臣                            |          | 斯圖爾特·安德魯 議員閣下 選區：達文特里           | 2024年11月5日至今 |
| 影子科學創新及科技大臣                            |          | 艾倫·麥 議員 選區：哈文特                         | 2024年11月5日至今 |
| 影子蘇格蘭事務大臣                                |          | 安德魯·博維 議員 選區：西阿伯丁郡和金卡丁         | 2024年11月5日至今 |
| 影子威爾斯事務大臣 影子婦女及平等事務部長         |          | 米姆斯·戴維斯 議員 選區：東格林斯特德與阿克菲爾德 | 2024年11月5日至今 |
| 影子下議院領袖                                    |          | 傑西·諾曼 議員閣下 選區：赫里福德和南赫里福德郡   | 2024年11月5日至今 |
| 影子上議院領袖                                    |          | 杜立勤勳爵 閣下，CBE，PC                          | 2024年11月5日至今 |
| 列席影子內閣會議的其他成員                        |          |                                                   |                   |
| 影子財政部首席秘書                                |          | 理查德·富勒 議員，CBE 選區：北百福德郡            | 2024年11月5日至今 |
| 下議院首席黨鞭                                    |          | 麗貝卡·哈里斯女爵士 議員，DBE 選區：卡斯爾波恩特  | 2024年11月3日至今 |
| 上議院首席黨鞭                                    |          | 蘇珊·威廉姆斯女男爵 議員，PC                      | 2024年11月5日至今 |
| 影子英格蘭及威爾斯檢察總長                        |          | 大衛·沃爾夫森勳爵 閣下，KC                        | 2024年11月5日至今 |
| 反對黨領袖政務私人秘書                            |          | 朱莉亞·洛佩茲 議員 選區：霍恩徹奇及阿普敏斯特     | 2024年11月5日至今 |